# National Portrait Gallery (London)
A brit Nemzeti Arcképtár (angolul National Portrait Gallery) Londonban, a Nemzeti Képtár mögött, a Szent Márton tér (St. Martin’s Place) felől nyílik. Ez a speciális múzeum mintegy 10 000 múzeumi tárgyat őriz, elsősorban az angol történelem, a tudomány és a művészetek jeles képviselőinek arcképeit. Itt láthatjuk a brit nemzeti arcképcsarnokot, a brit nemzet képes történelmét.

## Az épület története
1856-ban javasolták az angol Felsőházban, hogy hozzanak létre a brit történelem kiemelkedő személyiségeinek számára egy nemzeti arcképtárat. Az Alsóház nem szívesen támogatta a javaslatot, mert ők inkább a Nemzeti Képtár épületének bővítését és állományának gyarapítását tűzték ki célul. Kis többséggel mégis megszavazták a főrendiek családi portréinak kiállítását, de múzeumi épületre pénz nem volt. W. H. Alexander ajánlotta fel kétemeletes régi családi házát, amelyet Ewan Christian tervei szerint neoreneszánsz stílusban átalakítottak, homlokzatát szobrokkal és reliefekkel díszítették. A Nemzeti Arcképcsarnok már induláskor igen szűknek bizonyult, nem tudtak minden portrét kiállítani. 1933-ban Lord Duveen adományából építettek hozzá egy új szárnyat. A helyszűkén ez sem segített sokat, kivált a 20. század közepétől, mert elkezdték gyűjteni a karikatúrákat, a régi fényképeket, portrészobrokat, reliefeket is az arcképek mellett. Az 1960-as években új múzeumi épület létrehozásáról határozott a kormány, az még nem épült meg.

## A gyűjtemény
A Nemzeti Arcképtár sajátos feladatot lát el, egy képes történelmet jelenít meg időrendi sorrendben az Egyesült Királyság nevezetes politikusainak, tudósainak és művészeinek portréi segítségével. Újabb időkben ehhez járulnak a karikatúrák, a portrészobrok és a régi fényképek, amelyek szintén a történelmi arcképcsarnok bővítését szolgálják. Így a művészeti színvonal szempontjából kaotikus kép alakul ki. Gyakran egy idealizáló portréfestő mellé kerül egy jó megfigyelő, a jellemet is ábrázolni tudó festő képe. A művészettörténészek gyakran nehezményezik ezt a kiállítási módot, végeredményben jobbat azonban ők sem tudnak. A történelemnek megvan a maga kronológiai sorrendje, azt felborítani nem lehet. További nehézséget jelent az állandó zsúfoltság, az egész anyaguknak alig egyharmadát tudják kiállítani. Magyar vonatkozásban is szomorú ez a tény, hiszen Kisfaludi Strobl Zsigmond portrészobrai, László Fülöp portréképei is raktárban vannak elhelyezve a többi értékes anyaggal együtt. Bizony sokszor az eredeti portrék kastélyokban vannak kiállítva, emiatt a Nemzeti Arcképtárban másolatokkal helyettesítik azokat, elég sok a másolat.
A nehézségek ellenére kiváló portréfestők számos képe található a gyűjteményben kronológikus rendben, amely az első emeleten kezdődik. Az Ifj. Hans Holbein reneszánsz festő VIII. Henrik angol királyról festett portréját az egész művelt világ ismeri és elismeri. Az ifjabb Marcus Gheeraerts portréfestő I. Erzsébet angol királynőt a hatalom szimbólumává emeli. Az emberi jellem megjelenítésének ismeretéről árulkodik Peter Paul Rubens kiváló flamand festő Thomas Howard műkereskedőről készített képe. A Nemzeti Arcképtárban van William Shakespeare Chandos portré néven elhíresült képe, festőjét nem ismerjük, csak annyit tudunk, hogy korábban a kép egy chandos-i herceg magángyűjteményében volt. Kalózos fülbevalóval, kihajtott fehér gallérral ábrázolja a nagy drámaírót és költőt. Érdekes Joshua Reynolds festő önarcképe, szemébe süt a nap, kezét emiatt a szeme fölé emeli és úgy szemléli a tájat vagy valami közelgő veszedelmet. Thomas Gainsborough (1727-1788) rokokó festménye egy angol ladyről tükrözi a kor pompáját. John Everett Millais (1829-1896) festő Wilkie Collins angol író portréjában az erős jellemző erőt a festői előadással egyesíti. A politikusi ambícíókkal bíró férfiak mindig szívesen lefestették magukat akár többször is még a fényképezés korának beköszönte után is, példa erre Benjamin Disraeli, későbbi angol miniszterelnök fiatalkori portréfestménye.
Az első emeleten található Louis-François Roubiliac néhány portrészobra, köztük William Hogarth híres angol festőről készített műve.
A 20. század portréfestményei már a földszinten találhatók, nevezetes Walter Richard Sickert festménye Winston Churchillről.
A földszinten számos további modern mű tűnik fel, köztük David Wynne bronzszobra Thomas Beecham, a Londoni Szimfonikus Zenekar karmesteréről, szellemesen a fejét és a két kezét formázta meg a művész. Jacob Epstein (1880-1959) számos portrészobra itt található, közülük talán az egyik leghíresebb George Bernard Shaw bronzportréja 1934-ből. Művészi fotókat láthatunk a 20. századi irodalom jeles képviselőiről, James Joyce, Virginia Woolf, Samuel Beckett.
A múzeum földszintjén egy külön termet biztosítottak a miniatúrafestőknek. Laikus szemlélő számára is hamar kitűnik, hogy Nicholas Hilliard miniatúrái előkelő helyet foglalnak el művészeti színvonaluk révén.

## Galéria

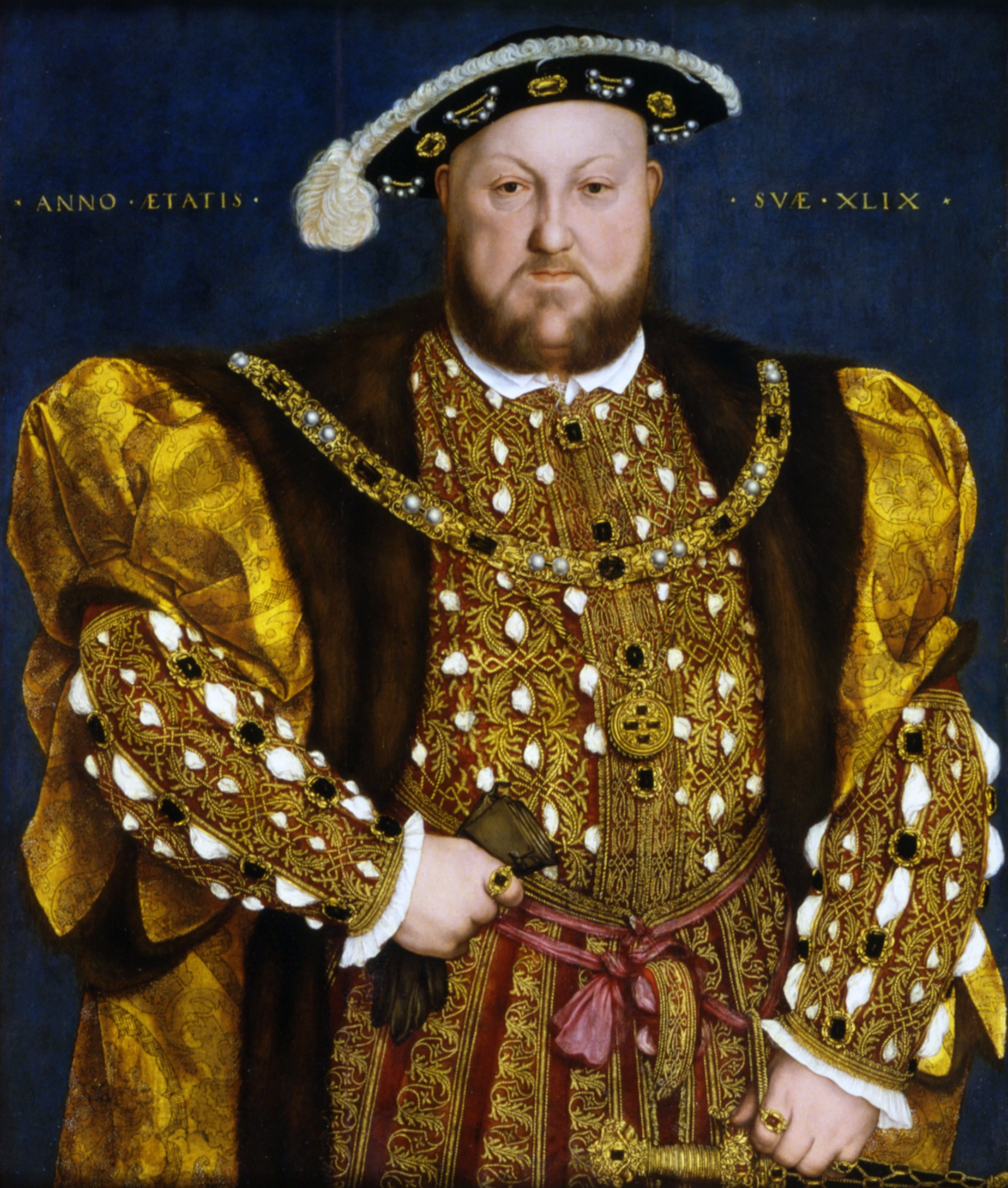
Ifj. Hans Holbein: VIII. Henrik angol király portréja (1540)
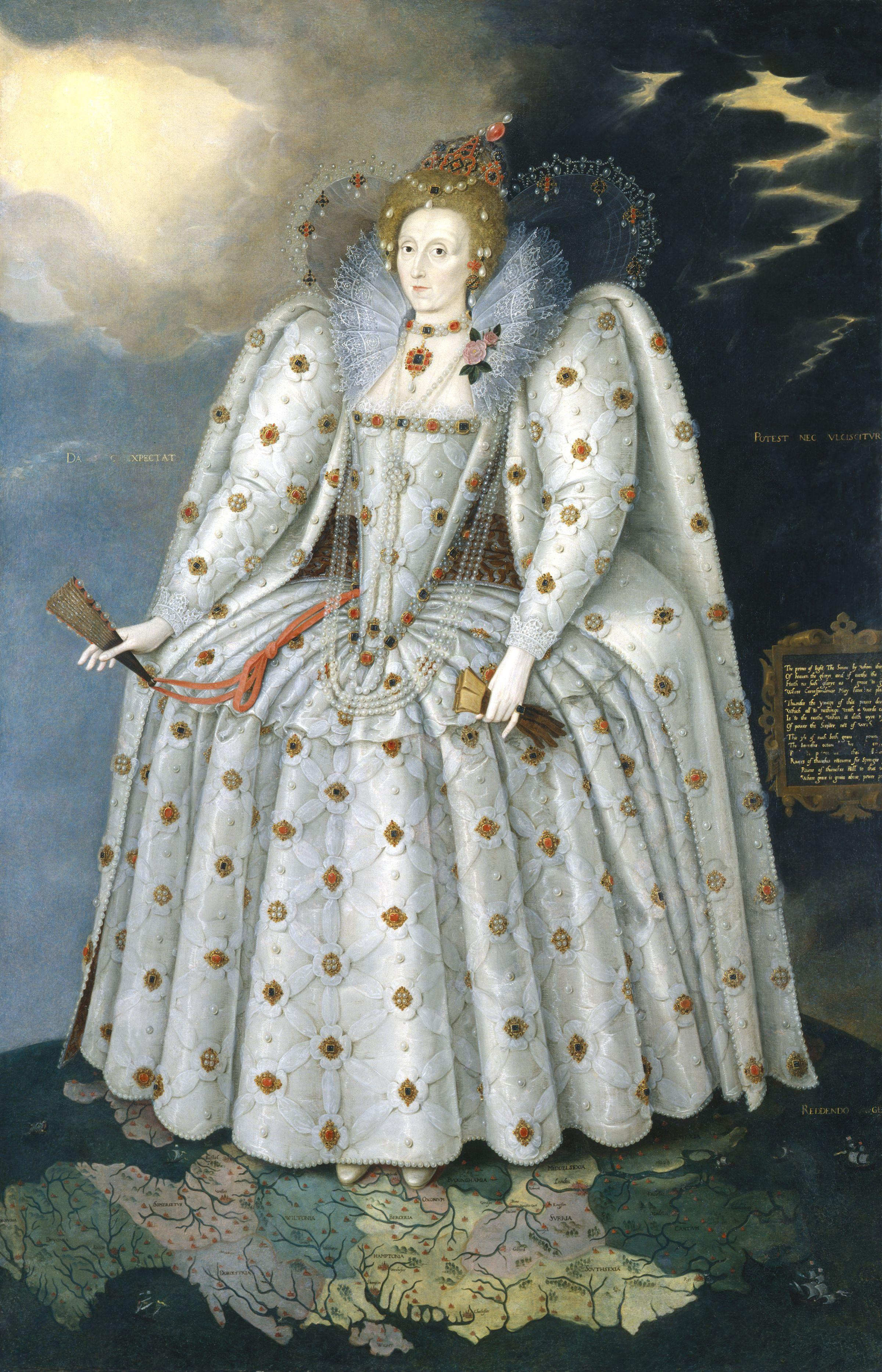
Marcus Gheeraerts: I. Erzsébet angol királynő portréja
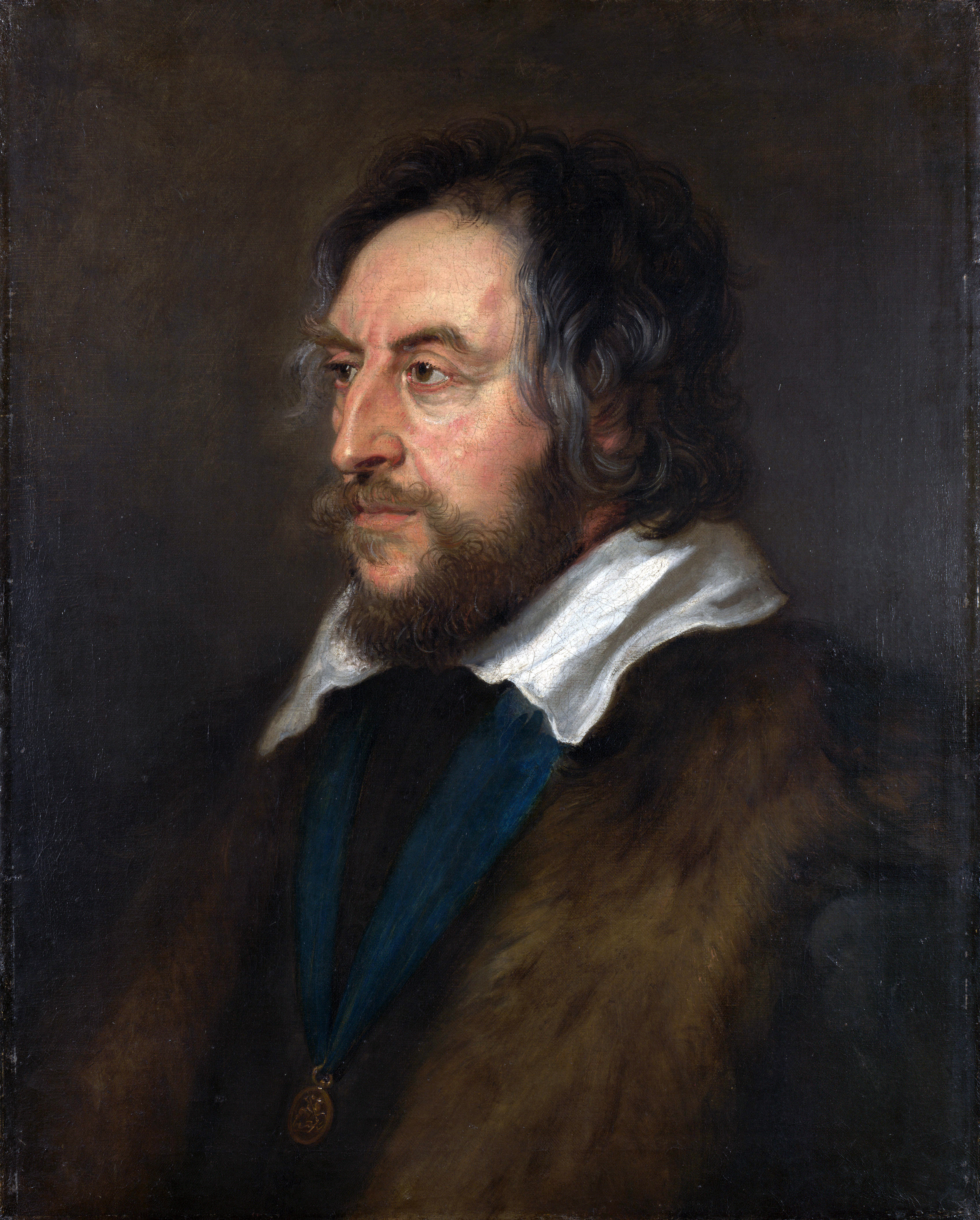
Peter Paul Rubens: Thomas Howard műgyűjtő portréja
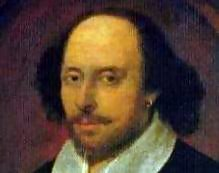
William Shakespeare Chandos-portréja
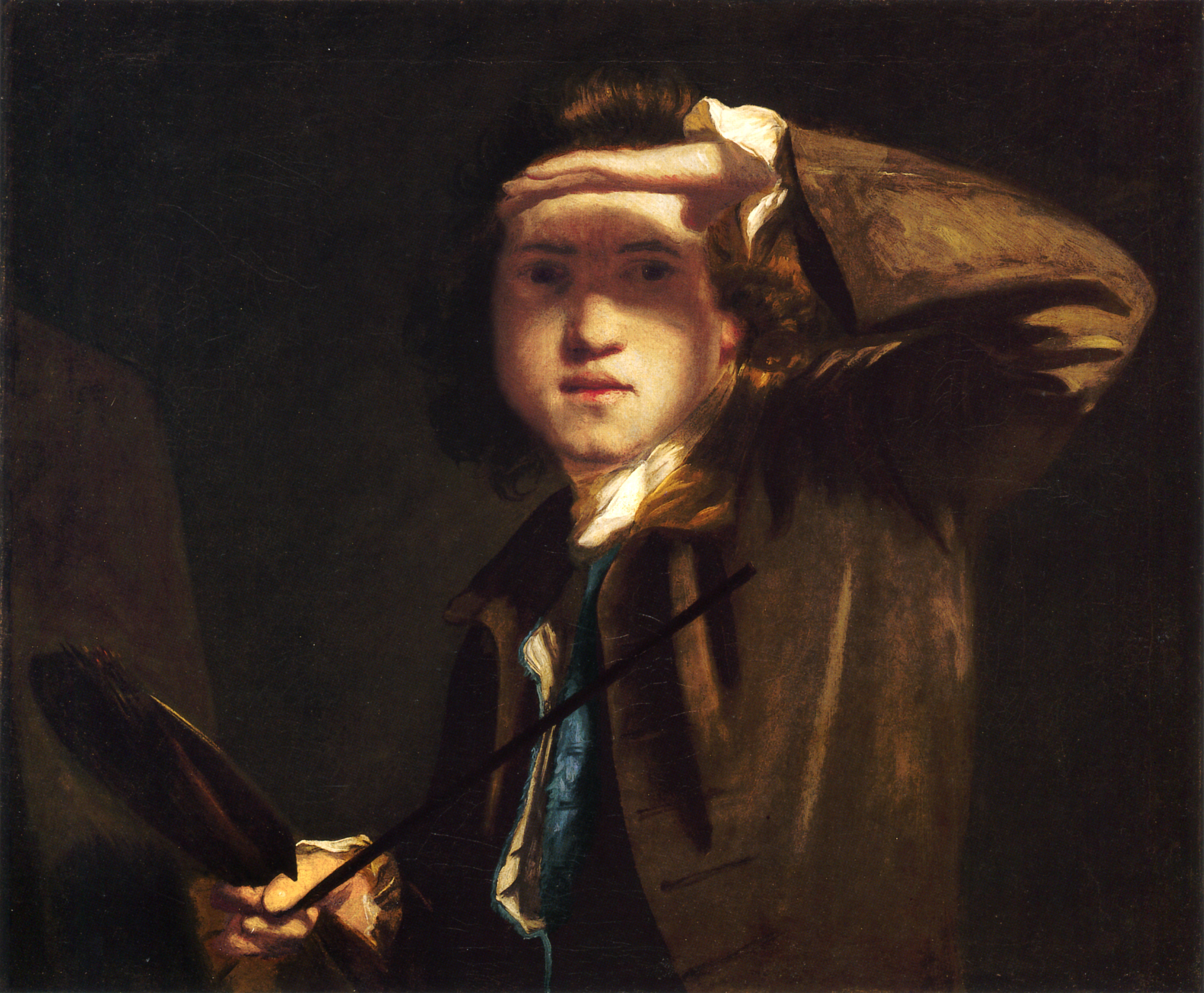
Joshua Reynolds festő önarcképe (1748)
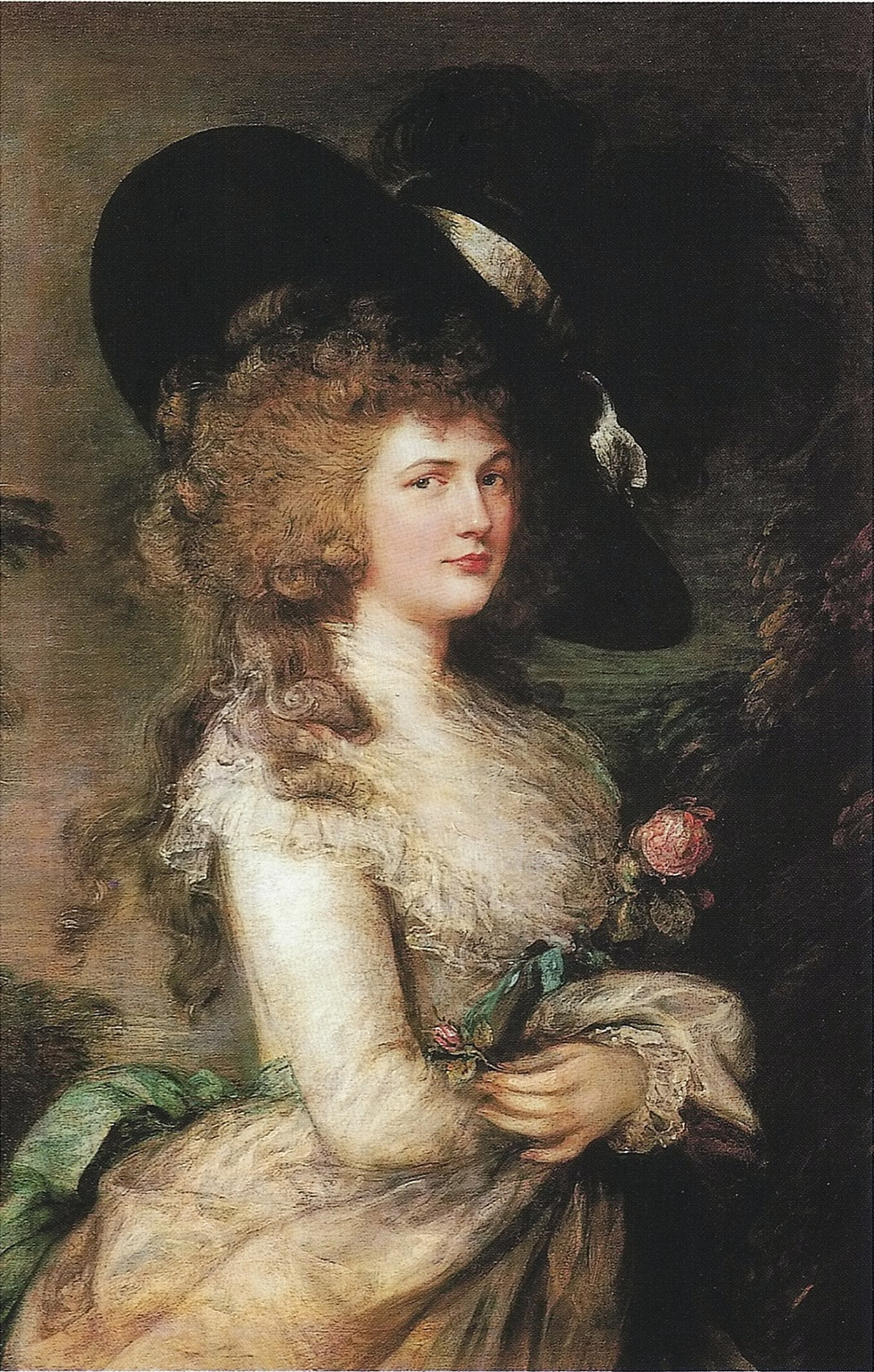
Thomas Gainsburg (1727-1788): Lady Georgiana Canvendish
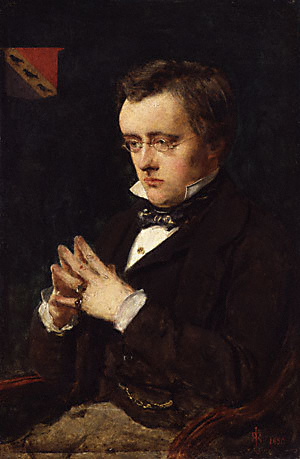
John Everett Millais: Wilkie Collins angol író (1850)
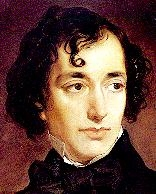
Sir Francis Grant: A fiatal Disraeli, angol miniszterelnök (1852)